# Седьмая Санкт-Петербургская гимназия
Седьмая Санкт-Петербургская гимназия — среднее учебное заведение в Санкт-Петербурге. Была открыта в 1879 году.

## Предыстория (гимназия Эвальда)
В 1862 году в доме на углу Большого проспекта и 12-й линии Васильевского острова (д. 34/5), в котором до этого располагалась служительская казарма Морского кадетского корпуса, была открыта гимназия с названием «седьмой». Она была организована в ходе реформы военно-учебных заведений Морского ведомства, в которых теперь могли учиться мальчики с 14 лет. Для общей подготовки не достигших этого возраста открывались Седьмая Санкт-Петербургская гимназия с пансионом для воспитанников, переводившихся из Морского ведомства, и Кронштадтская гимназия (также с пансионом). Директором гимназии 30 августа 1862 года был назначен инспектор Пятой гимназии Владимир Фёдорович Эвальд. В 1872 году гимназия была преобразована в Санкт-Петербургское первое реальное училище.

## История
Продолжение истории гимназии произошло в 1879 году: 1 (13) июля 1879 года из 6-классной «Второй прогимназии», которая ещё 27 марта 1867 года  была открыта как 4-х классная «на основаніи Устава и штатовъ гимназій и прогимназій, Высочайше утвержденныхъ въ 19 день ноября 1864 года», была образована Седьмая Санкт-Петербургская гимназия. Назначенный инспектором Второй прогимназии (бывший инспектор Ларинской гимназии) Василий Васильевич Григорьев по данному ему поручению подыскал для неё дом купца 1-й гильдии Иванова по 5-й Рождественской улице (№ 12) — это был первый адрес 7-й Санкт-Петербургской гимназии.

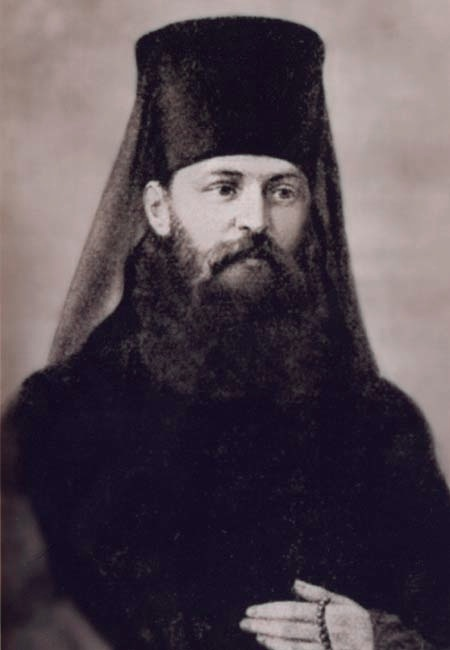
Иннокентий Сибиряков

Сразу после открытия гимназии для неё стали искать более обширное помещение и в результате было решено построить собственное здание. В начале 1883 года был куплен участок земли; в 1884 году окружной архитектор Андрей Николаевич Иосса разработал проект; 19 мая 1885 года состоялась торжественная закладка здания на Кирилловской улице (д. 11). В это время, с момента открытия в 1879 году, директором гимназии был Август Адольфович Гофман. Уже в следующем году состоялось освящение нового здания (18 сентября 1886 года) и 22 сентября начались занятия. К этому времени число учащихся составляло 660 человек.
В 1879 году в гимназии были введены уроки танцев; в 1887 году в гимназии началось преподавание «закона еврейской веры»; с 1889 года начались уроки «военной гимнастики».
В 1897 году, назначенный в гимназию директор Н. К. Невзоров, обратился за помощью к благотворителям о постройке домовой церкви; желание выстроить её на собственные средства в мае 1897 года выразили настоятель Святоандреевского афонского монастыря в Санкт-Петербурге архимандрит Давид и инок этого же монастыря И. М. Сибиряков. Для Никольской церкви был приспособлен актовый зал гимназии, находившийся на 3-м этаже главного корпуса; освящение церкви состоялось 4 декабря 1897 года.
После смерти Невзорова с 1 августа 1904 года директором был назначен Н. А. Карпов, а с 1 ноября 1911 года — Алексей Константинович Кедров.
С 1965 года в здании располагалась средняя школа № 165 Центрального района.

## Знаменитые выпускники
В числе выпускников гимназии были:
- 1892 Николай Каринский
- 1893 Михаил Руднев
- 1896 Владимир Курбатов (золотая медаль)
- 1906 Сергей Ауслендер
- 1906 Борис Энгельгардт

см. также: Выпускники Санкт-Петербургской 7-й гимназии

## Преподаватели
См. также: Преподаватели Седьмой Санкт-Петербургской гимназии
- математика: Цытович, Эраст Платонович (с 1900)
- словесность: Цветков, Александр Александрович

## Рекомендуемая литература
- Кусов Н. А. Двадцатипятилетие С.-Петербургской седьмой гимназии (бывш. Второй прогимназии), 1867—1892. — СПб., 1893